# マジンカイザー
『マジンカイザー』は架空兵器であるスーパーロボットの名称。マジンガーZシリーズの設定を元に、TVゲーム「スーパーロボット大戦シリーズ」のオリジナルロボットとして登場し、後にOVA作品が制作された。

## 解説
1998年に発売されたTVゲームソフト『スーパーロボット大戦F完結編』において、ゲッターロボシリーズの真ゲッターロボに相当する、ゲームオリジナルロボットとして初登場した。基本的なデザインは永井豪自身によって提供されており、マジンガーZ・グレートマジンガーを踏襲、発展させたデザインである。なお「カイザー」とはドイツ語で皇帝のことである。
当初の設定では強力なゲッター線を浴びたことで、マジンガーZがマジンカイザーに進化したことになっていたが、後に発売された『スーパーロボット大戦α』では設定を変更。マジンガーZよりも以前に開発されたプロト・マジンガーZが自己修復と自己進化でマジンカイザーに生まれ変わったとされた。
ゲームオリジナルロボットであったが、2001年にOVA『マジンカイザー』全7巻が、2003年には続編『マジンカイザー 死闘! 暗黒大将軍』がリリースされた。また、いくつかテーマソングも制作されており、過去のマジンガーシリーズと同様に水木一郎が歌唱を担当。
双葉社刊『スーパーロボット大戦F完結編コミック』に掲載された漫画（ストーリー原案：団龍彦〈ダイナミックプロ〉、作画：丸山功一）や小説『スーパーロボット大戦』ではライバルとして、あまりの邪悪さに兜十蔵博士が封印した禁断のマジンガー「デビルマジンガー」が登場している。なお、「デビルマジンガー」の名前は『スーパーロボット大戦F完結編』ではマジンカイザーの別名として設定されていた。
2013年から2016年に『チャンピオンRED』で連載された漫画作品『真マジンガーZERO vs 暗黒大将軍』（脚本：田畑由秋、作画：余湖裕輝）では、暴走して世界を滅ぼす魔神「マジンガーZERO」となったマジンガーZを抑えるため、グレートマジンガーが「グレートマジンカイザー」へと進化する展開がある。
2017年発売のゲーム『スーパーロボット大戦V』では、グレートマジンガーの後継機として「マジンエンペラーG」（異名は「偉大なる魔神皇帝」）が登場した。2018年発売のゲーム『スーパーロボット大戦X』においてマジンカイザーとマジンエンペラーGが共演し（2体揃って並んだ異名は「並び立つ魔神皇帝」）、合体攻撃「魔神双皇撃」を披露する。

## 武装
主武装は以下の通り。
光子力ビーム
マジンガーZのものと同様に目から発射するビームだが、機体の出力の差を反映して威力は段違いで、並みの機械獣相手なら一撃で溶解または切断してしまう。OVA『マジンカイザー』では、飛行要塞グールのボディを一撃で切断していたほか、死闘！暗黒大将軍では戦闘獣ダンテが直撃を喰らい命中箇所から燃え尽きるように消滅した。

冷凍ビーム
マジンガーZのものと同様に耳の位置にある角から発射される。発射する際は角を前へ傾ける。
『死闘! 暗黒大将軍』でのみ使用されているが、ミケーネの将軍、悪霊将軍ハーディアスを一撃で氷漬けにし、粉々にする威力を見せた。

ルストトルネード
マジンガーZのルストハリケーンにあたる武器で、口のスリット部分から複数の竜巻を発射する。出力はルストハリケーンよりも段違いに高く、その破壊範囲が機械獣以外の市街地にまで及ぶほど。
その威力に比例して反動も大きく、下手をするとカイザー自身が大きく後退、あるいは転倒してしまう程である。
OVA版では戦闘中、ビューナスAとボスボロットに体を支えてもらった状態で発射していた。さらに『死闘! 暗黒大将軍』では、ミケーネの将軍を消滅させたが、有り余る威力で富士山の山肌をも抉り取った。

ターボスマッシャーパンチ
Zのロケットパンチにあたる武器。側面にある螺旋状の刃を回転させて発射することによって貫通力もさらに増す。

カイザーナックル
腕側面の回転機構のみを作動させ、その状態で殴りつける拳撃。
『死闘！暗黒大将軍』にて暗黒大将軍に向けて発動させ、それまで数々の武装が効かなかった暗黒大将軍に大ダメージを与えた。

ショルダースライサー / カイザーブレード（肩）
グレートマジンガーのマジンガーブレードにあたる武器で、両肩に一本ずつ収納される両刃の直剣。超合金ニューZをも容易に切り裂く威力を持つ。
『F完結編』・『α』ではショルダースライサーであったが、『スーパーロボット大戦α外伝』以降名称がカイザーブレードに変更された。
OVAシリーズ1作目では使用されないものの、『死闘! 暗黒大将軍』にて再び使用される。
OVA版はカイザーブレード(胸)のエネルギーを2つに分割して肩から出している。
デザインは、『F完結編』・『α』および『α外伝』・『死闘! 暗黒大将軍』でそれぞれ異なる。
その後『X』にて再び採用され、デザインはカイザーブレードでありながら名義はショルダースライサーという特異な扱いになっている。

カイザーブレード（胸）
OVAシリーズ1作目にて使用されるカイザーブレード。胸のZの紋章から出現するカイザーの身の丈ほどもある両刃の剣で、マジンカイザーの真の操縦者の証であるとされる。
『スーパーロボット大戦J』以降のゲームでは、胸から出るものを「ファイナルカイザーブレード」、肩から出るものを「カイザーブレード」と名称を分けることで区別されているがカイザーブレード(肩)とカイザーブレード(胸)は同一の物である。また、そのどちらかを便宜上「カイザーソード」という名称にすることで区別している玩具も存在する。
マジンカイザーはカイザーブレードを胸と肩で3本持っているという事になるが1本の剣を使い分けているだけなので同時に使う事はできない。

ファイヤーブラスター
マジンガーZのブレストファイヤーにあたる胸部放熱板からの熱線。威力はブレストファイヤーの数十倍ともなり、決め技として多用される。
OVAでは超合金Zすらまともに食らえば溶解する威力で、耐えられる装甲はカイザー自身の超合金ニューZαか、オリジナル・グレートの超合金ニューZの2種類のみらしい。OVA『マジンカイザー』では、当たらなくとも、遠距離からの放射がかすめただけで、機械獣が溶けてしまうだけの威力を持つ。
『α外伝』では放熱板からではなく、胸部中央のZマーク部分から高エネルギーを放出する演出になっている。

ダイナマイトタックル
『F完結編』および『α』の武装として登場。強靭な装甲と馬力の強さを活かし、敵集団へ一直線に体当たり攻撃する。

ギガントミサイル / ギガスミサイル
マジンガーZのミサイルパンチにあたるが、ミサイルのサイズが非常に大きいため、使用する時は腹部から一発のみ発射する。
その威力は一発で機械獣キングダンX10を葬った。

カイザースクランダー
マジンガーZのジェットスクランダーにあたる飛行ユニット。OVA以前のカイザースクランダーは、グレートマジンガーのスクランブルダッシュのように体内へ収納できた。OVA版のカイザースクランダーは、背面にあるコネクターを介して合体する。
OVA版のカイザースクランダーには使用目的に合わせて最適な形に変形する機構があり、投げつける際にはブーメランのような形状に、飛行時には翼を伸ばすことで飛行性能を上昇させ、カイザーノヴァ使用時には悪魔の羽根を思わせる形状にそれぞれ変形する。耐久力はカイザー本体並みで、『死闘! 暗黒大将軍』では地面に激突しそのまま地中を突破してカイザーと合流、合体するという荒技を見せている。

ジェットブーメラン
カイザースクランダーを切り放し、そのままの形で目標に突撃させる攻撃。TV版グレートマジンガーのグレートブースターに近い攻撃法である。
OVA以前のマジンカイザーが使用。

スクランダーブーメラン
カイザースクランダーを切り放し、ブーメラン状に変形させて振り回したり、目標に投げつける攻撃。
OVAのマジンカイザーが死闘！暗黒大将軍にて使用し、無敵要塞デモニカを真っ二つに切り裂き撃沈した。

スクランダーカッター乱舞
マジンガーZのスクランダーカッターにあたる技で、相手とのすれ違いざまに切り裂く攻撃。こちらは『スーパーロボットマガジン』に掲載された、津島直人によるコミカライズ版でスクランダーを装着したマジンカイザーが使用した。その威力は飛行要塞グールの大編隊を一瞬であしゅら機を残して全滅させた。

カイザーノヴァ
丸山功一版コミックが初出。なお、その際の名称は「カイザーノバ」。マジンカイザーの最強攻撃とされ、光子力反応炉を最大出力にすることで、全身から莫大なエネルギーを一気に放出する。なお、津島直人によるコミカライズ版でも名称は出ないが同様の技を使用するが、この際にカイザースクランダーと胸部の装甲が変形している。
OVA版もカイザーノヴァを使用出来るが甲児がカイザーの力を完全には扱い切れておらずその力に気付いていない為、登場せずに終わっている。
ゲームでは『第3次スーパーロボット大戦α 終焉の銀河へ』から使用された。
なお、『第3次α』、『W』などでは胸のZの紋章から光子力エネルギーを放射しているのに対し、『X』では拳を天に突き上げるようにして相手にぶつけている。

魔神双皇撃（）
マジンカイザーとマジンエンペラーGとの合体攻撃。『X』が初出。
フルチャージしてフルバースト状態となった光子力エネルギーをそのままサンダーボルトブレーカーと光子力ビームとして相手にぶつける。

## ゲーム

### スーパーロボット大戦F完結編
初登場作品。コードネームは「スーパーマジンガー」。また「デビルマジンガー」との別名もある。『スーパーロボット大戦F完結編』でのマジンカイザーは、ゲッター線を浴びたマジンガーZが変質した機体と設定されている。結果、マジンガーZはおろかグレートマジンガーの性能すら凌駕する機体へと変化・進化した。
マジンカイザーは、外見はそのままで基本性能や武器に強化が施されたマジンガーZとの二択となっており、どちらか一方しか入手することが出来ない。強化版のマジンガーZは基本性能などにおいてマジンカイザーに劣るが、長距離攻撃可能な武器・大車輪ロケットパンチの追加など異なる特性を持ち、通常のマジンガーZで行ったユニット改造・武器改造による強化がそのまま引き継がれる。マジンカイザーを選択した場合は、マジンガーとは別ユニット扱いでマジンカイザーと入れ替わる形で、マジンガーZは破棄され、ユニット改造・武器改造による強化はリセットされて受け継がれない。
テーマ曲「マジンカイザー」および「マジンカイザーのバラード」が製作されシングルCDも発売されたが、作中では使用されない。「マジンカイザー」はその後発売された『スーパーロボット大戦α』で使用された。
『スーパーロボット大戦X』では『マジンカイザー（オリジナル版）』と称して、『スーパーロボット大戦F完結編』でのマジンカイザーが登場する。『真マジンガー 衝撃! Z編』での兜甲児が搭乗し、マジンエンペラーGとの合体攻撃「魔神双皇撃」を披露する。

### スーパーロボット大戦αシリーズ
別名「魔神皇帝」。装甲材は超合金ニューZα。『スーパーロボット大戦α』からの一連のシリーズにおけるマジンカイザーは、マジンガーZのプロトタイプが進化した姿である。あまりにも高性能ゆえに制御が困難であること、起動試験の際に動力である光子力反応炉が暴走したなどの理由と、マジンガーを悪用する者や、人類に仇なす敵を倒すことを目的として、光子力研究所の第7格納庫に封印されていた。この反応炉の暴走事故によって兜剣造は重傷を負い、甲児達の母は死亡している。
真ゲッターロボと同様に強い自我を持っているような描写もあり、マジンガーZが絶体絶命の危機に瀕した際に、自らの意志で起動した。このことについて『第3次スーパーロボット大戦α 終焉の銀河へ』の第52話「世界の中心でアイを叫んだけもの」内で『新世紀エヴァンゲリオン』の冬月コウゾウが「兜十蔵博士がどうやって機械に魂を宿らせたのか」と語っている。『α』で甲児が「おじいさんが呼んでいる」と発言していることから兜十蔵の魂とみられるが詳細は不明。
「魔」「神」「Z」の3モードを搭載。コックピット部分になる小型戦闘機「カイザーパイルダー」とのドッキング（パイルダー・オン）により「Z」モードに移行し、通常戦闘にはこのモードで臨む。「魔」モードは悪のマジンガーの存在を感知した際自動で起動し、カイザーパイルダー無しでも自動操縦で戦うことができるが、最悪の場合、カイザー自身が破壊の権化と化す危険性もはらむ。「神」モードは詳細不明であるが一種のオーバーブースト機能とされており、マジンパワーの一種として扱われている最強必殺技であるカイザーノヴァ発動時もこのモードになる。
スクランダー一体型であるグレートマジンガーと同様にカイザースクランダー基部に攻撃を受けると一時的に全機能が麻痺するという弱点があり、『スーパーロボット大戦α外伝』において敵に奪われた際にはこの方法によって動きを止めている。
『α』ではマジンカイザーと強化版マジンガーZは『F』と同様に二択であった（『F』と違い、『α』以降はユニット改造と武器改造による強化はマジンカイザーにも引き継がれるようになっている）が、シリーズ2作目の『スーパーロボット大戦α外伝』以降では同時使用が可能になった。『第2次スーパーロボット大戦α』以降でのマジンカイザーのデザインはOVA版のものに差し替えられている。そのため『α外伝』までは付いていたカイザースクランダーがなくなり空を飛べなくなった。その後『第3次スーパーロボット大戦α 終焉の銀河へ』でカイザースクランダーが取り付けられ、その際に最強の必殺技であるカイザーノヴァも解禁される。
『X』のマジンカイザーの解説では『α』の設定を反映した内容が記載されているが、『X』のマジンカイザーはマジンガーZEROに敗れ、因果地平の彼方に飛ばされた甲児が、サイコ・フレームとヴィルキスの真の力により開かれた「可能性の光」の彼方から、同じくZEROに敗れていたゼウス神の導きで呼び出した存在である。『α』の世界からやってきたマジンカイザーであるかは不明。

### OVA版を原作とする作品
スーパーロボット大戦オリジナルロボットとして誕生したマジンカイザーであるが、OVA版発売以降に発売されたスーパーロボット大戦ではOVA版を原作としてゲームに逆輸入した作品も登場した。詳細な設定はOVA版の項を参照のこと。
『スーパーロボット大戦W』では同時期に開発された真ゲッターロボとはお互いにカウンター的存在となっており、どちらかが起動して暴走した場合、もう片方の封印が解けるようになっているが、カイザーは後述のようにマジンガーZが危機に陥ると封印が解けるようになっている。ゲーム中ではカイザーの暴走に呼応して真ゲッターの封印が解けた。
該当する作品は以下の通り（発売順）。
- スーパーロボット大戦GC
- スーパーロボット大戦J
- スーパーロボット大戦XO
- スーパーロボット大戦W
- スパロボ学園
- スーパーロボット大戦L
- スーパーロボット大戦Card Chronicle
- スーパーロボット大戦X-Ω
- スーパーロボット大戦DD

## イメージソング
「マジンカイザー」
作詞 - 永井豪 / 作曲 - 渡辺宙明 / 編曲 - 渡辺宙明、坂本洋 / 歌 - 水木一郎、アップルパイ
「マジンカイザーのバラード」
作詞 - 永井豪 / 作曲 - 渡辺宙明 / 編曲 - 信田かずお / 歌 - 水木一郎
『スーパーロボット大戦F』のイメージソング「熱き血が勇気に」とカップリングで収録されたイメージソング。後に『マジンカイザー傳』CD化の際に主題歌として採用された。イメージソングなので『F』のゲーム自体には使われなかったが、以降のスーパーロボット大戦シリーズにマジンカイザーが参戦する場合に、戦闘曲としてオフボーカルバージョンが時折り使われている。『スーパーロボット大戦α』シリーズ、『スーパーロボット大戦X』）
2021年のゲーム『スーパーロボット大戦30』では、この曲が後述する「マジンカイザー INFINITISM」名義で登場するマジンカイザーの戦闘BGMとして使われている。（有料ダウンロードコンテンツ「プレミアムサウンド＆データパック」を導入すれば、この原曲そのものを戦闘BGMとして使用することも出来る）

## OVA
以下の2作品がバンダイビジュアル（後のバンダイナムコアーツ→バンダイナムコフィルムワークス バンダイビジュアルレーベル）により制作されている。

### マジンカイザー
2001年9月25日に発表された作品。世界征服を企むDr.ヘル率いる機械獣軍団とマジンカイザーの戦いを描く。全7話、DVD、VHSビデオ共に全7巻。また、2010年9月24日には続編『死闘!暗黒大将軍』とセットになった廉価版DVD-BOX『EMOTION the Best マジンカイザー complete collection』が発売されたが、こちらではレンタル版同様前後編の2枚構成に全7話を収録している（前編は4話まで、後編に残り3話を収録）。後に、2012年11月にBlu-Rayが発売され、こちらでは4話までの前編と残り3話に加えて『死闘!暗黒大将軍』を追加収録した後編の2枚構成に、初めて5.1Chのサラウンド音声を収録している。
TVシリーズや漫画版とは繋がらない物語であり、『UFOロボ グレンダイザー』はロボット・人物共に登場しない。また、キャストも大半が変更されている。

#### 登場メカ
マジンガーZ
第1話で兜甲児が搭乗。デザインはTV版よりも漫画版に近い。ホバーパイルダーの色は白。ジェットパイルダーおよびジェットスクランダーの登場は無い。（『スーパーロボット大戦DD』ではジェットスクランダーを装着している）作中においては、第1話冒頭で機械獣軍団を率いるあしゅら男爵らによってパイルダーを引き剥がされて無力化したところを捕獲され、Dr.ヘルの手に落ちてしまう。その後のZの経緯はあしゅらマジンガーを参照。
あしゅらマジンガー奪還後に修復されたかは不明だが、『スーパーロボット大戦W』では修復され、再び戦列に復帰したが、暗黒大将軍に破壊された（条件次第ではこの後再び修理される）。スーパーロボットマガジン版では敵の手に落ちたことから敵の罠が仕掛けられている可能性を考慮に入れ、修理と同時に調査のために封印され最終話エピローグで修理と調査をほぼ終えた姿を見られる。
なお、本作では兜十蔵博士は失踪したらしく存命しているため、甲児がいかなる経緯でマジンガーZに乗ったかの説明は無い。
グレートマジンガー（プロトタイプ）
第1、2話に登場。兜十蔵の残した設計図を元に光子力研究所で作られたマジンガーZの後継機。原作とは違い装甲が超合金Z製であり、身長も20.5mと小型。マジンガーZ同様原作寄りのデザインだが、頭部の形状は独特のものになっている。第1話で中破した後は整備・補給が不完全な状態で戦い続けたため、機械獣軍団に対し苦戦が目立った。第2話で負傷した鉄也と共に戦線を離脱し、以後は真のグレートマジンガーに取って代わられた。
グレートブースターはTV版より巨大になり、背面装着式ではなく上に乗って使用する方式に変更になった。
グレートマジンガー（オリジナル）
7話に登場。カイザーの封じられていた格納庫で発見された兜十蔵自らの手で作られた真のグレートマジンガー。装甲は原作と同じく超合金ニューZ製で、機体サイズはマジンカイザーと同等の大きさ（23m程度）になっている。プロトタイプとの外見上の差は手足の色で、プロトタイプは黒いが、オリジナルは原作と同様に青い。
武装はプロトタイプより改良されている模様で、アトミックパンチではなくドリルプレッシャーパンチを用いていた。また、グレートブーメランも使用している。
プロトタイプでは苦戦した機械獣よりさらに強力な妖機械獣軍団を単機で壊滅させる活躍をし、両機の性能の差を見せている。
「スーパーロボット大戦シリーズ」では「グレートマジンガー（真）」と表記される。
マジンカイザー
兜十蔵博士がZやグレートを越えるマジンガーとして建造した究極の魔神。Zが「神にも悪魔にもなれる」と言われていたのに対し、カイザーは「神をも越え、悪魔すら倒せる」と称される。OVA以前のマジンカイザーとは胸部・腕部のデザインとカラーリングが異なっており、以前は青かった手足の色が黒く、間接部は金色になっている。秘密の格納庫に秘匿されており、マジンガーZが絶体絶命のピンチに陥った際、自動でカイザーの元へパイルダーが飛んでいくようになっていた。ただし、その絶大なパワーは、操縦を誤ると暴走し、搭乗者の肉体へもダメージを与えてしまう。Zの扱いに慣れた甲児ですら、初搭乗時は暴走させ、彼自身も気を失ってしまったほどである。
その性能は凄まじく、内蔵された数々の武装の攻撃力は今までのマジンガーの全てを上回る。パワーも単純なパンチで超合金Zを粉砕できる程に強力で、劇中ではあしゅらマジンガーを一蹴し、プロトタイプグレートをも圧倒した。防御面ではあしゅらマジンガーやプロトタイプグレートの攻撃はおろか、溶岩に落とされようとも無傷で耐えられる強度を誇る超合金ニューZαで守られている。相手の攻撃で吹き飛ばされたり、電撃によって内部メカがショートするシーンはあるが、装甲が傷付いたことは無い。カイザーブレードを出す際にマジンカイザーの意思らしきものがコクピット内甲児の目の前に出現している。
単体での飛行能力は無いが、第7話でカイザーの封じられていた格納庫で発見された翼「カイザースクランダー」を装備することで飛行可能になった。ただし、地上戦ではスクランダー・オフで分離してから戦っている。
津島直人による漫画版では地獄王ゴードンを倒した後にカイザーノヴァでDr.ヘルを島ごと葬り、その後パイルダーを分離した後日本海溝に沈んでいる。
あしゅら・マジンガー
第1話でDr.ヘルの手に落ちたマジンガーZを修理すると共に改造したもの。その名の通りあしゅら男爵の乗機となり、光子力研究所を襲撃して整備が終わっていないプロトタイプグレートを痛めつけたが、その場に姿を現したマジンカイザーに一蹴された。なお、搭乗メカであるパイルダーが失われたため、あしゅら男爵の専用車と合体しコントロールするようになっている。破壊された部分の修理は完全ではなく、光子力ビームが1門潰れたままで、装甲にもひびが入ったままになっている。さらにあしゅら男爵の他鉄仮面も乗り込んでいるため、複数人操縦である。
スーパーロボット大戦シリーズでは正気の甲児との戦闘が実現。『スーパーロボット大戦W』では、あしゅらマジンガーになる経緯が若干変更されているほか、Dr.ヘルにより量産されているが装甲・動力炉など、どこまでコピーできているかは不明。甲児曰く「イボイボのマジンガーZ」。『スーパーロボット大戦W』では撃破後に回収されて元通りに修理され、再びマジンガーZとして戦線復帰した。
アフロダイA
弓さやかの乗るロボット。TV版とはデザインや配色が異なり、原作漫画版に近い。第2話であしゅら男爵により破壊される。
ビューナスA
破壊されたアフロダイAにかわり弓さやかが搭乗。『グレートマジンガー』に登場した同名の機体とはデザイン、設定共に異なり、原作『マジンガーZ』でのビューナスAに近い設定を採用し、モデルはさやか自身となっている。後、妖機械獣ドラゴΩ1に取り憑かれて暴走、ヘビのような形態に変形。マジンカイザーを発進不能に陥れるも、復活した鉄也と真グレートマジンガーとの対決の末、破壊された。
『スーパーロボット大戦W』では、憑依・破壊されるものの動力部分は無事で、修理されて戦線に復帰した。
ボスボロット
ボスが光子力研究所の3博士を脅して作らせたロボット。パワーのみであればマジンガーZに匹敵する。相変わらず頭が取れたり、表情が変わったりする。コクピットには畳とちゃぶ台があり、腹の中にカイザーパイルダーを隠せるほどの空間がある。原作やTV版同様のコメディリリーフ的存在だが、ビューナスA暴走時には発進できないカイザーに代わり孤軍奮闘し活躍。頭部を残し多大な損傷を受けたが、『死闘!暗黒大将軍』では完璧に修復されていた。気密性は皆無であり、水中ではコクピットは浸水してしまう。
機械獣・妖機械獣・合体機械獣
ドクターヘルが世界征服のためにバードス島に残されたミケーネの超科学技術を用いて製造した戦闘兵器。
- TV版『マジンガーZ』で登場した機械獣
  - ガラダK7
  - ダブラスM2
  - ガイアQ5
  - キングダンX10
  - ダンチェル
  - アブドラU6
  - ダイアンN4
  - ゴロンゴS2
  - チグルE7
  - バルカンP5
  - グロッサムX2
  - ストロンガーT4
  - バランガM2
  - ダムダムL2
  - ジンライS1
  - エアロスB2
  - バラスK9
  - ジェノサイダーF9
  - カジモフT7
  - ユーバリンT9
  - ジェノバM9
  - グシオスβIII
  - ドラゴΩ1
  - エレファンスγ3
  - トリプルL5
  - ボルグΥ2
  - パーラスΔ5

- 劇場版『マジンガーZ対デビルマン』で登場した機械獣
  - マンテスK9
  - トロスD7

- OVAオリジナル、もしくは漫画版『マジンガーZ』で登場した機械獣
  - あしゅらマジンガー
  - バマラスY1
  - バジンB9
  - ゴーストファイアV9
  - クロコダイバーO1
  - ガラダブラMKO1
  - 地獄王ゴードン
  - ガミアQ
    - あしゅら男爵が兜甲児暗殺のために差し向けた3体の女性型アンドロイド。

- 漫画版オリジナルの機械獣
  - 機械獣グール
    - 津島直人の漫画版（後述）に登場。飛行要塞グールが変形して機械獣になる。

#### キャスト
- 兜甲児：石丸博也
- 弓さやか：内川藍維
- ボス：立木文彦
- 兜シロー：相田さやか
- 剣鉄也：家中宏
- 炎ジュン：斎賀みつき
- のっそり博士、ヌケ[注 1]：梅津秀行
- もりもり博士：宇垣秀成
- せわし博士、ムチャ[1][注 1]：永野広一
- ローリィ：平松晶子
- ロール：菊池志穂
- 弓教授：八奈見乗児
- あしゅら男爵：柴田秀勝&北浜晴子
- ガミア：柚木涼香
- 兜十蔵：納谷悟朗
- 預言者：玄田哲章
- ドクター・ヘル：富田耕生

#### スタッフ
- 監督 - むらた雅彦
- シリーズ構成・脚本 - 藤田伸三
- マジンガーデザイン - さとうけいいち
- キャラクターデザイン - 羽山賢二
- メカデザイン - 山田起生
- 美術 - 荒井和浩
- 色彩設計 - 歌川律子
- 撮影 - 宇津畑隆
- 編集 - 関一彦
- 音響監督 - 岩浪美和
- 音楽 - 信田かずお
- プロデューサー - 南喜長、小林辰与、森本浩二、徳原八州、水野さつき、田中渉
- アニメーション制作 - ブレインズ・ベース
- 製作 - 光子力研究所（バンダイビジュアル、ダイナミック企画、ディー・ワールド、電通）

#### 主題歌
オープニングテーマ「FIRE WARS」
作詞 - 影山ヒロノブ / 作曲 - 坂下正俊 / 編曲 - 河野陽吾 / 歌 - JAM Project featuring 影山ヒロノブ
エンディングテーマ「TORNADO」
作詞 - 工藤哲雄 / 作曲・編曲 - 河野陽吾 / ストリングスアレンジ - 須藤賢一 / 歌 - JAM Project featuring 水木一郎
挿入歌「マジンカイザーのテーマ」
作詞 - 工藤哲雄 / 作曲 - 坂下正俊 / 編曲 - 須藤賢一 / 歌 - 水木一郎

#### 各話リスト
| 話数 | サブタイトル            | 絵コンテ            | 演出       | 作画監督     | 作画監督 | 発売日         |
| 話数 | サブタイトル            | 絵コンテ            | 演出       | キャラクター | メカ     | 発売日         |
| ---- | ----------------------- | ------------------- | ---------- | ------------ | -------- | -------------- |
| 1    | 激闘! ダブルマジンガー! | むらた雅彦          | むらた雅彦 | 羽山賢二     | 山田起生 | 2001年 9月25日 |
| 2    | 魔神降臨                | 西森章              | 雄谷将仁   | 鈴木藤雄     | 田中良   | 11月25日       |
| 3    | 甲児暗殺指令!           | 西森章 むらた雅彦   | むらた雅彦 | 羽山賢二     | 山田起生 | 2002年 1月25日 |
| 4    | さやか救出作戦          | むらた雅彦          | 雄谷将仁   | 鈴木藤雄     | 田中良   | 3月25日        |
| 5    | 危機一髪! 光子力研究所! | むらた雅彦          | むらた雅彦 | 羽山賢二     | 山田起生 | 5月25日        |
| 6    | 兜甲児、マグマに死す!   | 雄谷将仁 むらた雅彦 | 雄谷将仁   | 鈴木藤雄     | 田中良   | 7月25日        |
| 7    | 決戦!! 炎の地獄城!      | むらた雅彦          | むらた雅彦 | 羽山賢二     | 山田起生 | 9月25日        |

### マジンカイザー 死闘!暗黒大将軍
2003年7月25日に発売。地球征服を企む暗黒大将軍、ミケーネ帝国とマジンカイザーの戦いを描く。原作に登場した「マジンガー軍団」も登場する。前作は全編セル画で制作されていたが、本作よりデジタル制作に切り替わった。全1話、DVD、VHSビデオ（レンタルのみ）共に全1巻。

#### 登場メカ（死闘!暗黒大将軍）
マジンカイザー
弓教授らにより衛星軌道上の巨大宇宙ステーションでオーバーホールと強化が行われており、宇宙空間の工房で超合金ニューZαを再精錬したことでより完成度が高まっている。この超合金ニューZαの強度は宇宙からの自由落下の衝撃にさえも耐えられる防御力をマジンカイザーに与えていた。他にもコクピットはマジンガーZ同様のものに変更、新兵器として冷凍ビームや両肩のカイザーブレードが装備される。
グレートマジンガー
詳しくは前作の項を参照。原典である『グレートマジンガー』の敵ミケーネ帝国に挑むが、魔魚将軍アンゴラスと大昆虫将軍スカラベスの二体を倒した所で大破し行動不能となる。本作では手足が黒色。また、初めてネーブルミサイルを使用した。
ビューナスA
前作のものとは別の機体。炎ジュンが搭乗し、デザイン・設定共にTVアニメ版に近いものとなっている。ビューナススクランダーは登場しない。
最後は悪霊将軍ハーディアスの鎌に滅多打ちにされて破壊されるが、操縦席への攻撃時にクィーンスターが抜けたことでジュンは深い傷を負ったものの九死に一生を得る。
『スーパーロボット大戦J』では前作のビューナスAの後継機として登場、『スーパーロボット大戦W』では「ビューナスA（新）」という別の機体として登場した。
ミリオンα
マジンガー軍団のうちの1機で、ローリィ&ロールが搭乗。電磁砲を装備。下半身がなく、常に浮遊している。
甲児達の乗る輸送機の護衛に向かい、万能要塞ミケロスと怪鳥将軍バーダラーを相手にする。操縦席を破壊されるも、直前の悪あがきに自動操縦で特攻、バーダラーを巻き込みつつミケロスごと相打ちとなりローリィとロールは戦死した。
『スーパーロボット大戦W』で武器「量産型マジンガー総攻撃」が追加され、これまでスーパーロボット大戦シリーズに出ていなかったマジンガー軍団が姿を見せる。なお量産型マジンガー軍団はスーパーロボットマガジンに連載された前作のコミカライズ版にて、作者の津島直人独自のリファインがされて登場している（誰一人戦死することは無かった）。
バイオンβ
マジンガー軍団のうちの1機で、東しゅんが搭乗。ルストハリケーンを装備。エジプトにて戦闘獣と戦っていたが、超人将軍ユリシーザーの頭部の髪飾り投げにより首を切断され倒される。コックピットも首に存在したため、東も機体と同時に首を切断されて死亡した。
ダイオンγ
マジンガー軍団のうちの1機で、陸上自衛隊出身の大出政雄が搭乗。ブレストファイヤーを装備。中国、万里の長城付近で戦闘獣と戦っていた。妖爬虫将軍ドレイドゥの炎で機体を溶かされ爆発し、倒された。
ボスボロット
詳しくは前作の項を参照。太い眉毛に風呂敷マントの出で立ちを披露。『スーパーロボット大戦J』『スーパーロボット大戦W』のボスボロットのグラフィックはこの姿に準じている。ゴーゴン大公を鎖でガソリンスタンドに投げ飛ばす、腹部内にカイザーパイルダーを収納し、甲児を迎えに行くなどの活躍を見せるが、ダンテのリング攻撃でバラバラにされてしまう。
また、エンディングにて無敵要塞デモニカの特攻やマジンカイザーのルストトルネードによって抉られた富士山の修復をロボットジュニアと共に行っていた。
ロボットジュニア
兜シローが搭乗するロボット。エンディングにのみ登場している。
暗黒大将軍
ミケーネ帝国の支配者・闇の帝王の側近で、七大将軍を従える地上制圧軍団の総指揮官。なお、本作では原典である『グレートマジンガー』とは異なり、飛行することは無く、カラーリングも紫であったTV版と異なり黒をメインにしている。
公式サイトの紹介文には闇の帝王の名前はあるが登場せず、暗黒大将軍がミケーネ帝国の支配者のような扱いを受けている。
マジンカイザーの攻撃をものともせず甲児を圧倒したが、人々の想いに後押しされた甲児の操るマジンカイザーの光子力ビームとカイザーナックルを腹部の顔に受け、膝をついたところを両腕で放ったターボスマッシャーパンチにより頭部を吹き飛ばされる。最後は宙に跳ね飛ばされた自らの剣が腹部の顔に突き刺さり死亡した。
ゴーゴン大公
虎と人間の上半身が合体した怪人。暗黒大将軍から兜甲児暗殺の使命を受け、光子力研究所を襲撃する。
核ミサイルにも耐え、なおも甲児を狙うが、ボスボロットの手でガソリンスタンドに投げ込まれ、最期は怒りの甲児に光子銃で撃たれる。
怪鳥将軍バーダラー
鳥類型戦闘獣軍団の指揮官。強気で自信過剰な性格で、口からの超音波と背部の巨大な翼から発生させる衝撃波が武器（劇中では未使用）。原作ではまともに戦闘することはなかったが、他の将軍と同じく本作では自ら戦闘を行っている。プロローグで部下たちがミリオンαに全滅させられると、自らミケロスから出撃。ミリオンαを背後から強襲してコクピットを握りつぶし瞬殺したが、最期は辛うじて生き残ったロールの手で起動したミリオンαの特攻による自爆によりミケロスごと爆散する。
猛獣将軍ライガーン
猛獣型戦闘獣軍団の指揮官。頭部が獅子で下半身が4本脚の獣の姿をしている。獰猛な性格で、牙から電磁波を発する（劇中では未使用）。ロシアの空軍基地にて、日本へ帰還中の甲児たちを襲うが、捨て身のもりもり博士の撃った核ミサイルの直撃を受け部下の猛獣型戦闘獣共々死亡した。
魔魚将軍アンゴラス
魚類型戦闘獣軍団の指揮官。チョウチンアンコウを模した姿をしている。額のチョウチン部分に本体の顔があり、巨大な耳で津波を起こす。スカラベスと共にニューヨークでグレートマジンガーを追い詰めるがグレートタイフーンによって軌道を変えられたグレートブーメランに切り裂かれ、同じくグレートブーメランで大ダメージを受けたスカラベス共々ブレストバーンを受け爆死した。
大昆虫将軍スカラベス
昆虫型戦闘獣軍団の指揮官。性格は短気で先走りの傾向がある。空を飛び、頭部の口から鋼鉄の強度を誇る粘着糸を吐く。ニューヨークにて、アンゴラスと共にグレートを活動不能にまで追い詰めるものの起死回生のグレートブーメランにより真っ二つにされ、同じくグレートブーメランで大ダメージを受けたアンゴラス共々ブレストバーンを受け爆死した。
悪霊将軍ハーディアス
悪霊型戦闘獣軍団の指揮官。巨大な鎌を持ち、ぼろ布を纏った骸骨の姿をしている。また、本体の顔も原作では胸部だったのが、左手の顔が本体になっている上、オカマ口調で話す。さまざまな魔術や妖術を操り、頭から五万度の火の玉を吐き出す（劇中では未使用）。シドニーにて、ビューナスAと戦うが女性型のせいか目の敵にし、執拗に痛めつけていた。最期は、ドレイドゥ、ユリシーザーと共に光子力研究所を壊滅に追い込むが、マジンカイザーの冷凍ビームにより氷漬けにされ、そのまま粉々に砕け散った。
妖爬虫将軍ドレイドゥ
爬虫類型戦闘獣軍団の指揮官。マントを羽織った竜の姿をしている。原作では設定のみで終わった、放射能を含む火炎を使用している。中国にてダイオンγをパイロットの大出ごと撃破し、ユリシーザーやハーディアスと共に光子力研究所を襲撃するも一瞬にして引き連れていた戦闘獣軍団、ユリシーザーとハーディアスを全滅させたマジンカイザーに恐怖し逃亡する。カイザースクランダーと合体して追ってくるマジンカイザーを火炎で攻撃するも、真っ向からファイヤーブラスターに撃ち負け、最期はデモニカの特攻に巻き込まれ死亡した。
超人将軍ユリシーザー
超人型戦闘獣軍団の指揮官。暗黒大将軍からの信頼も厚い。本作ではデザインがアレンジされており、全身の色が原作では紫だったのが白になっている。また髪飾り部分が炎上していて、本体の顔の位置も胸部から髪飾り部分に変更。エジプトにて、頭部の髪飾りをチャクラムのように投げバイオンβをパイロットの東ごと瞬殺。最期は、ドレイドゥ、ハーディアスと共に光子力研究所を壊滅に追い込むが、起動したマジンカイザーのルストトルネードにより消滅した。
万能要塞ミケロス
ミケーネ帝国の飛行要塞。七つの軍団の指揮官である七大将軍がそれぞれ使用し、顔のような部分から戦闘獣を多数出撃させる。劇中ではバーダラー率いる鳥類型戦闘獣軍団と超人型戦闘獣軍団が使用しており、前者は甲児らの乗った輸送機を襲撃するが、ミリオンαがバーダラーごとブリッジに特攻したことで破壊され、後者はOPで超人型戦闘獣を多数送り込む。
無敵要塞デモニカ
暗黒大将軍が乗り込んでいる飛行要塞。原作である『グレートマジンガー』とは違い、灰色のカラーリングをしている。
ドレイドゥを巻き込んで、マジンカイザーに特攻するが逆に受け止められた上に投げ飛ばされ、スクランダーブーメランで両断される。
戦闘獣
ミケーネ帝国が地上制圧のために派遣した戦闘用ロボット。ほとんどの個体は腹部や額などにもうひとつの顔を持っており、その戦闘力は機械獣を上回る。なお暗黒大将軍や七大将軍らも戦闘獣である。

#### キャスト（死闘!暗黒大将軍）
- 兜甲児：石丸博也
- 弓さやか：内川藍維
- 兜シロー：相田さやか
- ボス：立木文彦
- 剣鉄也：家中宏
- 炎ジュン：斎賀みつき
- ローリィ：平松晶子
- ロール：菊池志穂
- のっそり博士：梅津秀行
- もりもり博士、悪霊将軍ハーディアス[2]：宇垣秀成
- せわし博士、猛獣将軍ライガーン[3]：永野広一
- 東しゅん、怪鳥将軍バーダラー[4]：中村大樹
- 大出政雄、大昆虫将軍スカラベス[5]：三宅健太
- リッキー：唐沢潤
- 操縦士、妖爬虫将軍ドレイドゥ[6]：梁田清之
- 機長、超人将軍ユリシーザー[7]：坂口候一
- 弓教授、魔魚将軍アンゴラス[8]：八奈見乗児
- ゴーゴン大公：長克巳
- ダンテ：中田和宏
- 暗黒大将軍：飯塚昭三

#### スタッフ（死闘!暗黒大将軍）
- 監督・絵コンテ・演出 - むらた雅彦
- 脚本 - 西園悟
- マジンガーデザイン - さとうけいいち
- キャラクターデザイン - 羽山賢二
- メカデザイン - 山田起生
- 作画監督 - 羽山賢二、山田起生、戸部敦夫
- 美術 - 宮前光春
- 色彩設計 - 笛吹康二
- 撮影 - 佐藤正人
- 編集 - 関一彦
- 音響監督 - 岩浪美和
- 音楽 - 信田かずお
- プロデューサー - 徳原八州、水野さつき、南喜長、小林辰与、森本浩二
- 制作 - 光子力研究所
- アニメーション制作 - ブレインズ・ベース
- 製作 - バンダイビジュアル

#### 主題歌（死闘!暗黒大将軍）
オープニングテーマ「The Gate of The Hell」
作詞 - 影山ヒロノブ / 作曲・編曲 - 河野陽吾 / 歌 - JAM Project featuring 福山芳樹
エンディングテーマ「戦士よ眠れ…」
作詞 - 影山ヒロノブ / 作曲 - 福山芳樹 / 編曲 - 河野陽吾 / 歌 - JAM Project featuring 福山芳樹
挿入歌「魔神見参!!」
作詞・作曲 - 影山ヒロノブ / 編曲 - 須藤賢一 / 歌 - JAM Project featuring 遠藤正明

### マジンカイザーSKL
2011年1月から同年4月にかけて発売。全3話。上記2作品とはストーリー上の繋がりはない。詳細はマジンカイザーSKLを参照。

## 漫画
マジンカイザー（丸山功一版）
作画：丸山功一、ストーリー原案：団龍彦。双葉社の『スーパーロボット大戦F完結編コミック』に掲載。『グレートマジンガー』のキャラクターは登場せず、漫画版『マジンガーZ』最終回から分岐したパラレルワールドとも取れる内容になっている。マジンカイザーのライバルに当る、悪のマジンガー「デビルマジンガー」に乗ったDr.ヘルが敵として登場する。
マジンカイザー対真ゲッターロボ
二見書房の『不滅のスーパーロボット大全 マジンガーZからトランスフォーマー、ガンダムWまで徹底大研究』に掲載された。Moo.念平による漫画作品。作中に登場するゲッターロボシリーズおよびマジンガーシリーズの設定は東映まんがまつり版を継承しており、『グレンダイザー ゲッターロボG グレートマジンガー 決戦! 大海獣』より後の時期の物語となっている。また主人公も真ゲッターロボのメインパイロット流竜馬では無く兜甲児である。
マジンカイザー 新魔神伝説
2001年9月号『マガジンFRESH』に掲載された永井豪による読みきり作品。『マジンカイザー MEMORIAL BOOK』に掲載のほか双葉社より津島版とのカップリングで単行本も発売。兜十蔵やDr.地獄（ヘル）、あしゅら男爵など新たな解釈が加えられている。また、本作の設定のいくつかはアニメ『真マジンガー 衝撃! Z編』に採用されている。
マジンカイザー（津島直人版）
『スーパーロボットマガジン』Vol.5 - Vol.10（2002年4月 - 2003年2月）に掲載された。OVA版を原作としたコミカライズで、作画は津島直人。原作のギャグ色はほとんど描かれず、シリアスな内容になっており、一部展開が異なっている。

## ラジオドラマ
ラジオ番組「ラジオ・スーパーロボット魂」（文化放送）内で放送された。1998年に『マジンカイザー傳』としてファーストスマイル・エンタテインメントからCD化されている。OVAとは設定が異なる。
主人公の真野晶役を鈴木真仁が勤めているが、これは番組のメインパーソナリティであること以外に彼女の愛称が「マジンちゃん」であることからも来ている。

### サブタイトル
1. 破滅!
2. 出撃!
3. 死刑囚24号
4. カウンセリング
5. 恋と嘘
6. 暗殺計画
7. 戦う理由
8. 激戦
9. 運命の再会
10. 兄のロボット 鋼馬XX
11. 家族の夢
12. 優しさの意味
13. 罠
14. 慟哭

### キャスト（ラジオドラマ）
- 真野晶：鈴木真仁
- 瞳アイラ：南央美
- 真野一郎：水木一郎
- 真野愛子：堀江美都子
- 神宮寺京介：八奈見乗児
- ラオール・ウルフ：小杉十郎太
- 相川ユリカ：日髙のり子
- 柴田荘司：関俊彦
- ダン・オルセン：大塚明夫
- 西城剛：若本規夫
- 反町剣二：速水奨
- 死刑囚0023号：堀内賢雄
- 防衛隊員ヤマカゲ：影山ヒロノブ
- 真野達也：石田彰
- 避難民：金子幸伸
- 避難民：並木のり子
- ナレーター：岡部政明

## フィジカルマテリアルホビー
バンダイナムコからライセンスを受けた商業商品として、実素材（フィジカルマテリアル）を用いたマジンカイザーの像やフィギュアが各社から発売された。
オリジナルをアレンジしたものもあり、一例としてグッドスマイルカンパニーが展開しているモデルキットシリーズ「MODEROID」では、『バイオレンスジャック』に登場するスラムキングをモチーフとした「マジンカイザー刃皇」と、『獣神ライガー』に登場する獣神ライガーおよびサンダーライガーをモチーフとした「マジンカイザーライガ」、『サイコアーマー ゴーバリアン』に登場するゴーバリアンをモチーフとした「アームドマジンカイザー ゴウヴァリアン」が発売されている。

### マジンカイザー INFINITISM
2018年に公開されたアニメ映画『マジンガーZ / INFINITY』に登場するマジンガー系のロボデザインを担当した柳瀬敬之により、『INFINITY』には登場しないマジンガー系ロボやダイナミック企画が版権を持つロボを『INFINITY』的にリ・デザインして作られたプラモデルシリーズ「INFINITISM」が、BANDAI SPIRITSから2019年以降リリースを開始、この第2弾として「HG 1/144 マジンカイザー(INFINITISM)」がリリースされた。2021年10月にリリースされた『スーパーロボット大戦30』には、この「INFINITISM」版マジンカイザーがゲームに合わせ少しデフォルメされて登場する（ストーリーのある作品ではないため、今回は「機体だけの参戦」となっている）。